# Μ's Best Album Best Live! Collection Ⅱ
μ's Best Album Best Live! Collection Ⅱ是μ's的第二张精选辑，2015年5月27日由Lantis发行。

## 概要
本专辑为μ's的第二张精选辑，收录了《Love Live!》电视动画开播之后至2014年年底μ's及其小分队“Printemps”、“BiBi”和“lily white”除CD特典曲目之外的的全部歌曲，共计38首；另外还在Bonus Track中收录了PS Vita游戏《Love Live! 学园偶像天国》中的Remix曲目，全部曲目合计46首。
2015年4月14日，官方曝光了包括封面、收录内容等在内的详情。专辑分为超豪华限定盘和通常盘。超豪华限定盘除了和通常盘共有的3张CD及CD包装盒外，还收入了“μ's一直在你的身边……”（日语：μ'sのいつもあなたのそばに…セット）套装，包括了羊驼卡套、特大耳机防尘塞装饰品、精细纤维制造纪念品浴巾以及特制包装盒。

## 榜单成绩
专辑发售首日，便登上了Oricon公信榜日间第一的位置，2015年6月8日公布的Oricon每周排行榜上也获得了第一名的成绩，周间销量为8.5万张，也成为继“放学后TEA TIME”（動畫《K-ON!!》中登場的團體）之后首次有动画角色歌曲获得第一名，之后又夺得Oricon5月月榜冠军。此外，该专辑在日本Billboard排行榜上也夺得了周榜第一名。

## 收录曲目
- 全部歌曲作词：畑亚贵

### Disc1
1. - 歌：μ's，作曲、編曲：森慎太郎，弦樂編曲：藤澤慶昌

电视动画第一季片头曲、第二季第12话插入曲
2. WILD STARS
  - 歌：μ's，作曲、編曲：高田曉
3. - 歌：μ's，作曲、編曲：高田曉

电视动画第一季片尾曲
4. - 歌：μ's，作曲、編曲：佐佐倉有吾
5. - 歌：高坂穗乃果（新田惠海）、南小鳥（内田彩）、園田海未（三森鈴子），作曲、編曲：河田貴央

电视动画第一季第1话插入曲
6. START:DASH!!
  - 歌：高坂穗乃果（新田惠海）、南小鳥（内田彩）、園田海未（三森鈴子），作曲、編曲：佐佐木裕

电视动画第一季第3话插入曲
7. - 歌：高坂穗乃果（新田惠海）、南小鳥（内田彩）、園田海未（三森鈴子）、星空凛（飯田里穗）、西木野真姬（Pile）、小泉花陽（久保由利香）、矢澤妮可（德井青空），作曲：yozuca*，編曲：lotta

电视动画第一季第5话插入曲
8. Wonder zone
  - 歌：μ's，作曲、編曲：佐佐倉有吾

电视动画第一季第9话插入曲
9. No brand girls
  - 歌：μ's，作曲、編曲：河田貴央

电视动画第一季第11话插入曲
10. START:DASH!!
  - 歌：μ's，作曲、編曲：佐佐木裕

电视动画第一季第13话插入曲，《Love Live! Sunshine!!》电视动画第1话插曲
11. - 歌：lily white（園田海未（三森鈴子）、星空凛（飯田里穗）、東條希（楠田亞衣奈）），作曲、編曲：佐佐木裕

lily white第2张单曲
12. - 歌：lily white（園田海未（三森鈴子）、星空凛（飯田里穗）、東條希（楠田亞衣奈）），作曲：杉森舞，編曲：山元祐介
13. Cutie Panther
  - 歌：BiBi（絢瀨繪里（南條愛乃）、西木野真姬（Pile）、矢澤妮可（德井青空）），作曲、編曲：佐佐木裕

BiBi第2张单曲
14. - 歌：BiBi（絢瀨繪里（南條愛乃）、西木野真姬（Pile）、矢澤妮可（德井青空）），作曲、編曲：渡邊和紀
15. Pure girls project
  - 歌：Printemps（高坂穗乃果（新田惠海）、南小鳥（内田彩）、小泉花陽（久保由利香）），作曲、編曲：倉内達矢

Printemps第2张单曲
16. UNBALANCED LOVE
  - 歌：Printemps（高坂穗乃果（新田惠海）、南小鳥（内田彩）、小泉花陽（久保由利香）），作曲、編曲：佐伯高志

### Disc2
1. Music S.T.A.R.T!!
  - 歌：μ's，作曲、編曲：山口朗彦

μ's第6张单曲
2. LOVELESS WORLD
  - 歌：μ's，作曲：山田高弘，編曲：河田貴央
3. - 歌：μ's，作曲、編曲：高田曉

手机游戏《Love Live! 学园偶像祭》合作曲
4. Paradise Live
  - 歌：μ's，作曲、編曲：倉内達矢

手机游戏《Love Live! 学园偶像祭》合作曲
5. - 歌：μ's，作曲、編曲：黑須克彦

电视动画第二季片头曲
6. - 歌：μ's，作曲：江並哲志，編曲：增田武史
7. - 歌：μ's，作曲、編曲：佐佐木裕，弦樂編曲：長谷泰宏

电视动画第二季片尾曲
8. COLORFUL VOICE
  - 歌：μ's，作曲、編曲：渡邊和紀
9. - 歌：μ's，作曲、編曲：佐伯高志

电视动画第二季第3话插入曲
10. SENTIMENTAL StepS
  - 歌：μ's，作曲：高阪昌至，編曲：清水哲平
11. Love wing bell
  - 歌：星空凛（飯田里穗）、西木野真姬（Pile）、小泉花陽（久保由利香）、絢瀨繪里（南條愛乃）、東條希（楠田亞衣奈）、矢澤妮可（德井青空），作曲、編曲：森慎太郎

电视动画第二季第5话插入曲
12. Dancing stars on me!
  - 歌：μ's，作曲、編曲：佐伯高志

电视动画第二季第6话插入曲
13. KiRa-KiRa Sensation!
  - 歌：μ's，作曲、編曲：本田光史郎

电视动画第二季第12话插入曲
14. Happy maker!
  - 歌：μ's，作曲、編曲：前口涉

电视动画第二季第13话插入曲
15. Shangri-La Shower
  - 歌：μ's，作曲、編曲：倉内達矢

PS Vita游戏《Love Live! 学园偶像天国》专属曲
16. - 歌：μ's，作曲、編曲：佐伯高志

### Disc3
1. - 歌：Printemps（高坂穗乃果（新田惠海）、南小鳥（内田彩）、小泉花陽（久保由利香）），作曲、編曲：中土智博

Printemps第3张单曲
2. - 歌：Printemps（高坂穗乃果（新田惠海）、南小鳥（内田彩）、小泉花陽（久保由利香）），作曲、編曲：渡邊和紀
3. - 歌：lily white（園田海未（三森鈴子）、星空凛（飯田里穗）、東條希（楠田亞衣奈）），作曲、編曲：增田武史

lily white第3张单曲
4. - 歌：lily white（園田海未（三森鈴子）、星空凛（飯田里穗）、東條希（楠田亞衣奈）），作曲、編曲：佐佐木裕
5. - 歌：BiBi（絢瀨繪里（南條愛乃）、西木野真姬（Pile）、矢澤妮可（德井青空）），作曲、編曲：佐伯高志

BiBi第3张单曲
6. Trouble Busters
  - 歌：BiBi（絢瀨繪里（南條愛乃）、西木野真姬（Pile）、矢澤妮可（德井青空）），作曲：佐佐倉有吾，編曲：倉内達矢

Bonus Track
7. （LittleMore-Rock Mix）
  - 歌：μ's，作曲：森慎太郎，編曲：谷島俊
8. No brand girls（GRP-Explosion Mix）
  - 歌：μ's，作曲：河田貴央，編曲：Adoriano Spinesi
9. START:DASH!!（Bitter-Sweet Mix）
  - 歌：μ's，作曲：佐佐木裕，編曲：伊藤賢
10. Wonderful Rush（Hevey-Rush Mix）
  - 歌：μ's，作曲：河田貴央，編曲：原田篤（Arte Refact）
11. Music S.T.A.R.T!!（SKA-Feel Mix）
  - 歌：μ's，作曲：山口朗彦，編曲：桑原聖（Arte Refact）
12. Pure girls project（Super-Mondo Mix）
  - 歌：Printemps（高坂穗乃果（新田惠海）、南小鳥（内田彩）、小泉花陽（久保由利香）），作曲：倉内達矢，編曲：關野元規
13. Cutie Panther （Metal-Panther Mix）
  - 歌：BiBi（絢瀨繪里（南條愛乃）、西木野真姬（Pile）、矢澤妮可（德井青空）），作曲：佐佐木裕，編曲：高橋 諒
14. （TeKe-TeKe ELEKI Mix）
  - 歌：lily white（園田海未（三森鈴子）、星空凛（飯田里穗）、東條希（楠田亞衣奈）），作曲：佐佐木裕，編曲：中西亮輔